# Hermann Ihringer
Hermann Ihringer (* 17. April 1881 in Breisach am Rhein; † 24. November 1960 in Freiburg im Breisgau) war ein deutscher Gastronom, Hotelier und Weingutsbesitzer.

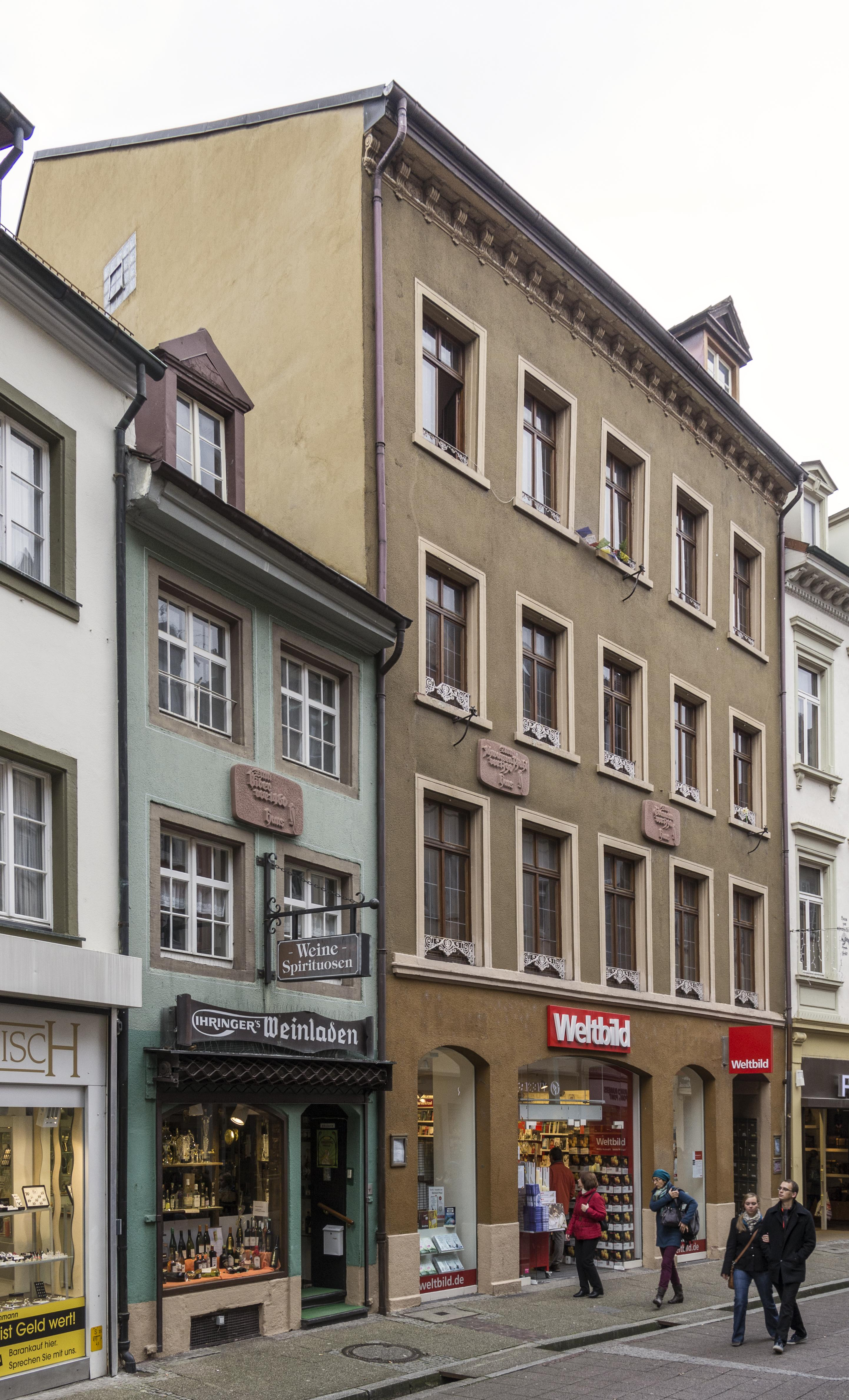
Die Häuser Rathausgasse 30–32 in Freiburg. Hier befand sich das Hotel „Zum Falken“ und die Weinstube Ihringer. Heute existiert nurmehr ein Weinladen.

## Werdegang
Ihringer kam als Sohn des Gastwirtes Hermann Ihringer († 1919) und der Sophie Ihringer, geb. Nadler, in der badischen Stadt Breisach zur Welt. Als er vier Jahre alt war, übersiedelten seine Eltern nach Freiburg, wo sie in der Eisenbahnstraße in Nähe zum Rathaus die Wirtschaft „Zum Kranz“ übernahmen. Nach Abschluss seiner Schulausbildung ging er nach Basel und ließ sich im Hotel Euler zum Koch ausbilden. Weitere praktische Erfahrung sammelte er in führenden Häusern in der Schweiz, in Frankreich, in Italien und in den Vereinigten Staaten. Einer seiner Lehrmeister während dieser Zeit war der Meisterkoch Auguste Escoffier. Dieser attestierte dem jungen Ihringer eine „Zunge par excellence“.
1906 kehrte er nach Freiburg zurück und trat in den väterlichen Betrieb ein. Nach der Eheschließung mit Elisabeth Dünbier († 1926) im April 1910 übernahm er im Frühjahr 1911 die Leitung des inzwischen als „Zum Falken“ bekannten Hotels und der Weinstube. Er festigte den guten Ruf der Küche des „Falken“ und führte sein Lokal zu einer der angesehensten Weinstuben Badens und Süddeutschlands. An den Südhängen des Kaiserstuhls erwarb Ihringer in Achkarren einen eigenen Rebbesitz, aus dem er schon früh ein Mustergut machte. Als die moderne Weinbehandlung noch in den Anfängen steckte, war er fortschrittlich im Ausbau der Pflege seiner Weine. Die Riesling-, Ruländer-, Traminer- und Spätburgunderweine vom Achkarrer Schloßberg und Büchsenberg errangen höchste Preise, darunter ein Dutzend Siegerpreise auf Bundesweinprämierungen und viele Ehren- und Erste Preise bei Landesweinprämierungen. Unermüdlich kämpfte er für den Ruf und die Anerkennung der badischen Weine. Als erster Gastronom in Freiburg bot er in seiner Weinstube ausschließlich Weine aus dem Weinbaugebiet Baden an.
Nach Ende des Zweiten Weltkriegs wurde sein Lokal beschlagnahmt. Ohne materielle Wiedergutmachung oder amtliche Förderung baute er es ab Beginn der 1950er Jahre gemeinsam mit seiner zweiten Ehefrau, der verwitweten Caféinhaberin Julie Schanz (1883–1969), wieder auf. 
Durch vielseitige Tätigkeit in Fachgremien und Verbänden erwarb er sich den Ruf des „Seniors des badischen Weinbaus“. Unter anderem war er Mitglied des Präsidiums des Deutschen Weinbauverbandes. Der Badische Weinbauverband ernannte ihn zu seinem Ehrenmitglied. Er war außerdem Ehrenmitglied zahlreicher Fachorganisationen des Hotel- und Gaststättengewerbes sowie des Fremdenverkehrs. Für seine „Verdienste als Pionier im badischen Qualitätsweinbau“ wurde er im Dezember 1951 als eine der ersten Personen im Land Baden mit dem Bundesverdienstkreuz ausgezeichnet.

## Ehrungen
- 1951: Verdienstkreuz am Bande der Bundesrepublik Deutschland[4]
„für seine Verdienste als Pionier im badischen Qualitätsweinbau“
- Ehrenmitglied des Badischen Weinbauverbandes
- Ehrenmitglied zahlreicher Fachorganisationen des Hotel- und Gaststättengewerbes sowie Fremdenverkehrs